# ULEB Cup 2004/05
Die Saison 2004/05 war die 3. Spielzeit des von der ULEB ausgetragenen ULEB Cup, der heute als EuroCup firmiert.
Den Titel gewann Lietuvos rytas Vilnius aus Litauen.

## Modus
Es nahmen 42 Mannschaften aus 20 Nationen teil. Die Saison begann am 9. November 2004 und endete mit dem Finale am 19. April 2005. Die 42 Teams wurden aufgeteilt in 7 Gruppen mit je sechs Teams. Es wurde eine Doppelrunde jeder gegen jeden gespielt. Die beiden Besten jeder Gruppe und die zwei besten Drittplatzierten erreichten das Achtelfinale. Die Sieger in diesem sowie im Viertelfinale und im Halbfinale wurden in Hin- und Rückspiel ermittelt. Das Finale wurde in einem Spiel ausgetragen.

## Teilnehmer an der Hauptrunde
| Land                   | Anzahl | Mannschaften          | Mannschaften           | Mannschaften         | Mannschaften         |
| ---------------------- | ------ | --------------------- | ---------------------- | -------------------- | -------------------- |
| Deutschland            | 4      | ALBA Berlin           | RheinEnergie Köln      | GHP Bamberg          | Telekom Baskets Bonn |
| Frankreich             | 4      | Le Mans Sarthe Basket | BCM Gravelines         | Cholet Basket        | Élan Chalon          |
| Griechenland           | 4      | PAOK Thessaloniki     | GS Marousi             | Makedonikos          | Aris Thessaloniki    |
| Serbien und Montenegro | 4      | Hemofarm Vršac        | KK Roter Stern Belgrad | FMP Železnik Belgrad | KK Budućnost         |
| Belgien                | 3      | Spirou BC Charleroi   | Telindus Oostende      | Liège Basket         |                      |
| Italien                | 3      | Vertical Vision Cantù | Pompea Napoli          | Casti Group Varese   |                      |
| Portugal               | 3      | Benfica Lissabon      | Queluz Sintra PM       | AD Ovarense          |                      |
| Spanien                | 3      | DKV Joventut          | Pamesa Valencia        | CB Gran Canaria      |                      |
| Niederlande            | 2      | EiffelTowers Nimwegen | MPC Capitals Groningen |                      |                      |
| Türkei                 | 2      | Türk Telekom          | Darüşşafaka SK         |                      |                      |
| Bulgarien              | 1      | Lukoil Akademik       |                        |                      |                      |
| Israel                 | 1      | Hapoel Jerusalem      |                        |                      |                      |
| Kroatien               | 1      | KK Zadar              |                        |                      |                      |
| Lettland               | 1      | BK Ventspils          |                        |                      |                      |
| Österreich             | 1      | Kapfenberg Bulls      |                        |                      |                      |
| Litauen                | 1      | Lietuvos rytas        |                        |                      |                      |
| Polen                  | 1      | Śląsk Wrocław         |                        |                      |                      |
| Russland               | 1      | MBK Dynamo Moskau     |                        |                      |                      |
| Slowenien              | 1      | KK Pivovarna Laško    |                        |                      |                      |
| Ungarn                 | 1      | Debreceni Vadkakasok  |                        |                      |                      |

## Gruppenphase

### Gruppe A
| Team                    | Sp | S | N | P+  | P-  |
| ----------------------- | -- | - | - | --- | --- |
| 1. PAOK Thessaloniki    | 10 | 8 | 2 | 866 | 778 |
| 2. Spirou Charleroi     | 10 | 7 | 3 | 790 | 734 |
| 3. BCM Gravelines       | 10 | 5 | 5 | 846 | 846 |
| 4. ALBA Berlin          | 10 | 4 | 6 | 839 | 851 |
| 5. KK Budućnost         | 10 | 4 | 6 | 801 | 860 |
| 6. Debreceni Vadkakasok | 10 | 2 | 8 | 778 | 851 |

### Gruppe B
| Team                 | Sp | S | N | P+  | P-  |
| -------------------- | -- | - | - | --- | --- |
| 1. BK Ventspils      | 10 | 9 | 1 | 929 | 750 |
| 2. Hemofarm Vrsac    | 10 | 6 | 4 | 895 | 806 |
| 3. RheinEnergie Köln | 10 | 6 | 4 | 834 | 792 |
| 4. Le Mans Sarthe    | 10 | 6 | 4 | 775 | 745 |
| 5. BC Liège          | 10 | 2 | 8 | 776 | 877 |
| 6. EiffelTowers      | 10 | 1 | 9 | 662 | 901 |

### Gruppe C
| Team                 | Sp | S | N | P+  | P-  |
| -------------------- | -- | - | - | --- | --- |
| 1. GS Marousi        | 10 | 7 | 3 | 792 | 738 |
| 2. CB Gran Canaria   | 10 | 6 | 4 | 762 | 724 |
| 3. Cholet Basket     | 10 | 6 | 4 | 740 | 724 |
| 4. KK Zadar          | 10 | 5 | 5 | 783 | 730 |
| 5. MPC Capitals      | 10 | 3 | 7 | 714 | 793 |
| 6. Telindus Oostende | 10 | 3 | 7 | 768 | 850 |

### Gruppe D
| Team                     | Sp | S | N  | P+  | P-  |
| ------------------------ | -- | - | -- | --- | --- |
| 1. Dynamo Moskau         | 10 | 7 | 3  | 852 | 773 |
| 2. Lukoil Akademik       | 10 | 7 | 3  | 853 | 837 |
| 3. Aris Thessaloniki     | 10 | 6 | 4  | 740 | 724 |
| 4. FMP Belgrad           | 10 | 5 | 5  | 789 | 776 |
| 5. Vertical Vision Cantu | 10 | 5 | 5  | 816 | 820 |
| 6. Türk Telekom          | 10 | 0 | 10 | 754 | 917 |

### Gruppe E
| Team                  | Sp | S | N  | P+  | P-  |
| --------------------- | -- | - | -- | --- | --- |
| 1. Pamesa Valencia    | 10 | 8 | 2  | 780 | 676 |
| 2. Casti Group Varese | 10 | 7 | 3  | 757 | 750 |
| 3. Hapoel Jerusalem   | 10 | 6 | 4  | 786 | 745 |
| 4. Élan Chalon        | 10 | 5 | 5  | 717 | 719 |
| 5. Queluz Sintra PM   | 10 | 4 | 6  | 754 | 808 |
| 6. Ovarense           | 10 | 0 | 10 | 657 | 753 |

### Gruppe F
| Team                | Sp | S | N  | P+  | P-  |
| ------------------- | -- | - | -- | --- | --- |
| 1. Makedonikos      | 10 | 7 | 3  | 790 | 716 |
| 2. DKV Joventut     | 10 | 6 | 4  | 812 | 741 |
| 3. Pivovarna Laško  | 10 | 6 | 4  | 793 | 722 |
| 4. Darüşşafaka      | 10 | 6 | 4  | 748 | 772 |
| 5. GHP Bamberg      | 10 | 5 | 5  | 763 | 705 |
| 6. Kapfenberg Bulls | 10 | 0 | 10 | 561 | 811 |

### Gruppe G
| Team                   | Sp | S | N  | P+  | P-  |
| ---------------------- | -- | - | -- | --- | --- |
| 1. Lietuvos rytas      | 10 | 9 | 1  | 828 | 667 |
| 2. Śląsk Wrocław       | 10 | 6 | 4  | 744 | 797 |
| 3. Roter Stern Belgrad | 10 | 5 | 5  | 821 | 770 |
| 4. Pompea Napoli       | 10 | 5 | 5  | 843 | 828 |
| 5. Telekom Baskets     | 10 | 5 | 5  | 749 | 773 |
| 6. Benfica Lissabon    | 10 | 0 | 10 | 672 | 822 |

## Achtelfinale
|                        | Gesamt  |                     | Hinspiel | Rückspiel |
| ---------------------- | ------- | ------------------- | -------- | --------- |
| DKV Joventut           | 155:161 | Pamesa Valencia     | 70:76    | 85:85     |
| Lukoil Akademik        | 145:152 | Spirou BC Charleroi | 73:85    | 72:67     |
| Cholet Basket          | 146:152 | PAOK Thessaloniki   | 75:78    | 71:74     |
| Lietuvos rytas Vilnius | 156:154 | Aris Thessaloniki   | 75:77    | 81:77     |
| Śląsk Wrocław          | 133:180 | GS Marousi          | 61:71    | 72:109    |
| Casti Group Varese     | 132:167 | Makedonikos         | 65:77    | 57:90     |
| Hemofarm Vršac         | 180:166 | MBK Dynamo Moskau   | 84:81    | 96:85     |
| RheinEnergie Köln      | 151:167 | BK Ventspils        | 93:77    | 58:90     |

## Viertelfinale
|                   | Gesamt  |                  | Hinspiel | Rückspiel |
| ----------------- | ------- | ---------------- | -------- | --------- |
| Pamesa Valencia   | 179:160 | Spirou Charleroi | 86:78    | 93:82     |
| PAOK Thessaloniki | 139:147 | Lietuvos rytas   | 74:71    | 65:76     |
| GS Marousi        | 165:167 | Makedonikos      | 89:92    | 76:75     |
| KK Hemofarm Vršac | 176:175 | BK Ventspils     | 99:93    | 77:82     |

## Halbfinale
|                 | Gesamt  |                   | Hinspiel | Rückspiel |
| --------------- | ------- | ----------------- | -------- | --------- |
| Pamesa Valencia | 140:152 | Lietuvos rytas    | 75:77    | 65:75     |
| Makedonikos     | 180:172 | KK Hemofarm Vršac | 84:107   | 96:65     |

## Finale
| Austragungsort | Datum      | Sieger         | Gegner      | Ergebnis |
| -------------- | ---------- | -------------- | ----------- | -------- |
| Charleroi      | 10.04.2005 | Lietuvos rytas | Makedonikos | 78:74    |

### Finals (MVP)
- Robertas Javtokas (Lietuvos)